# ذي عامر شملان (السياني)

تعديل مصدري - تعديل

ذي عامر شملان هي إحدى قرى عزلة الدامغ بمديرية السياني التابعة لمحافظة إب، بلغ تعداد سكانها 831 نسمة حسب تعداد اليمن لعام 2004.